# Albert Pengelly

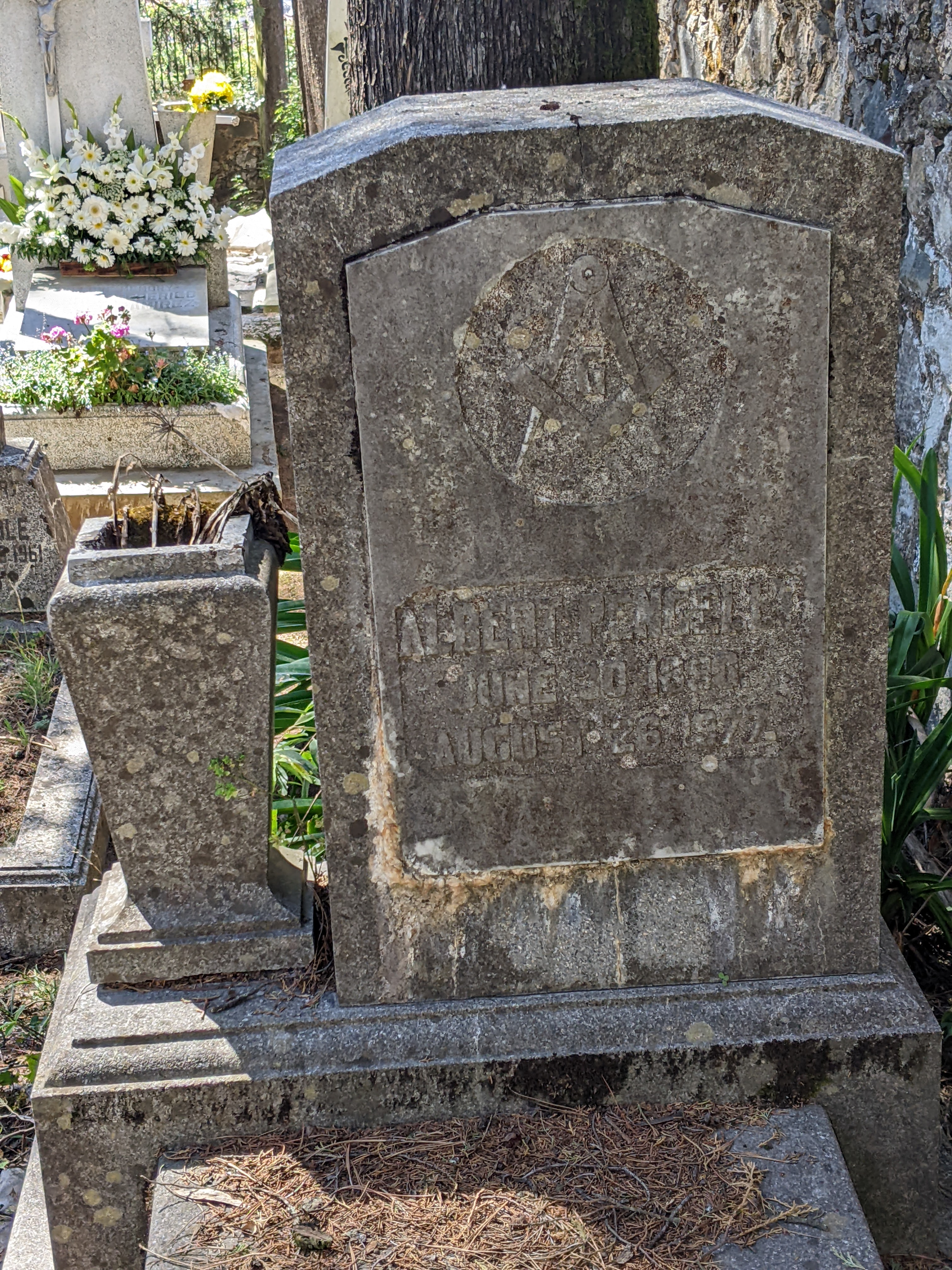
Grabstätte für Albert Pengelly auf dem Englischen Friedhof in Mineral del Monte

Albert Pengelly (* 30. Juni 1890 in Hacienda Cuyamaloya, Hidalgo; † 26. August 1977 in Mexiko) war ein in Mexiko geborener Fußballspieler mit englischen Vorfahren auf der Position eines Stürmers, der mindestens von 1913 bis 1918 für den Pachuca AC spielte und in der Saison 1917/18 mit dem Verein die mexikanische Fußballmeisterschaft gewann.

## Familie
Pengelly war der Sohn von Fredrick Pengelly und Mary Elizabeth Rogers Trelease sowie ein Bruder des ebenfalls für den Pachuca AC spielenden William Pengelly.

## Bestattung
Albert Pengelly, der 1977 im Alter von 87 Jahren verstarb, wurde auf dem Panteón Inglés von Mineral del Monte beerdigt, wo er bereits in jungen Jahren als Minenarbeiter tätig war.

## Erfolge
Pachuca Athletic Club
- Mexikanischer Meister: 1918